# Harrington (Lincolnshire)
Pour les articles homonymes, voir Harrington.
Harrington est une paroisse civile et un village du Lincolnshire, en Angleterre.